# Drzewkostrzępka szarofioletowa
Drzewkostrzępka szarofioletowa (Dendrothele griseocana (Bres.) Bourdot & Galzin) – gatunek grzybów z rzędu pieczarkowców (Agaricales).

## Systematyka i nazewnictwo
Pozycja w klasyfikacji według Index Fungorum: Dendrothele, Incertae sedis, Agaricales, Incertae sedis, Agaricomycetes, Agaricomycotina, Basidiomycota, Fungi.
Po raz pierwszy opisał go w 1898 r. Giacomo Bresàdola, nadając mu nazwę Corticium griseocanum. Obecną nazwę nadali mu w 1913 r. Hubert Bourdot i Amédée Galzin. Synonimy nazwy naukowej:
- Aleurocorticium griseocanum (Bres.) P.A. Lemke 1964
- Aleurodiscus griseocanus (Bres.) Höhn. & Litsch. 1908
- Corticium griseocanum Bres. 1898
- Corticium papillosum (Höhn. & Litsch.) Sacc. & Trotter 1912
- Dendrothele papillosa Höhn. & Litsch. 1907

Polską nazwę nadał Władysław Wojewoda w 2003 r.

## Morfologia
Owocniki
Jednoroczne lub rzadko dwuletnie, rozpostarte i rozproszone, czasami zlewające się i tworzące małe płaty o powierzchni 0,5–2,0 cm². Powierzchnia hymenialna ochrowa, szarawa, w stanie wilgotnym fioletowa, zwykle z rozproszonymi sterylnymi brodawkami, rzadko gładka, u starszych okazów popękana.
Cechy mikroskopowe;
System strzępkowy monomityczny. Strzępki wąskie (1,0–2,1 μm), cienkościenne, bez sprzążek i z kryształami w kontekście. Dendrohyfidy dość liczne, silnie rozgałęzione, pokryte wystającymi brodawkami. Występują maczugowate lub wrzecionowate nibywstawki, tej samej wielkości co podstawki. Podstawki maczugowato-wate, z 2 sterygmami, 6,2–8,3 (–10,4) × 31,2–41,6 μm (razem ze sterygmatami), bez sprzążki bazalnej. Zarodniki szeroko elipsoidalne lub prawie kuliste, bezbarwne, z pogrubionymi ściankami i małym apiculusem, nieamyloidalne (6,2–) 7,3–8,3 × 8,3–10,4 (–11,4) μm.
Płciowość
Organizm heterotaliczny.

## Występowanie i siedlisko
Występuje w Ameryce Północnej, Europie, Azji i Afryce. W Polsce jego stanowiska podał Marcin Piątek w 2001 r. i D. Karasiński w 2016 r.
Nadrzewny saprotrof. Rozwija się na drzewach liściastych, rzadziej iglastych. Odnotowano jego występowanie na ponad 30 gatunkach drzew. Powoduje białą zgniliznę drewna.